# Marcus Stiglegger

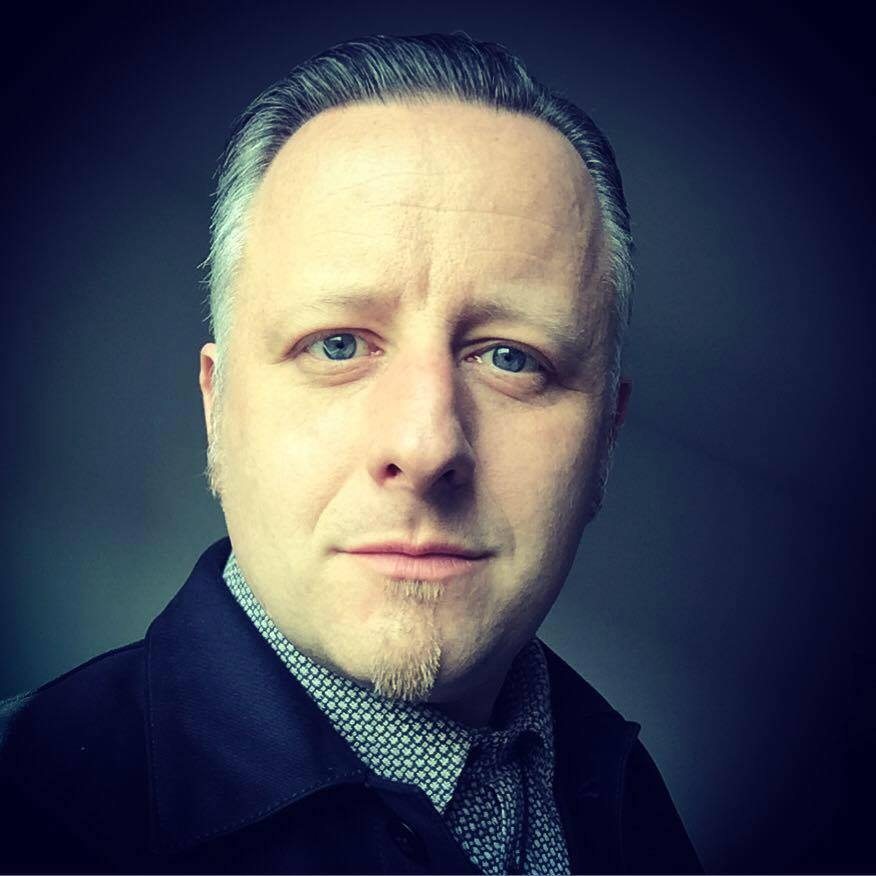
Marcus Stiglegger im Dezember 2017

Marcus Alexander Stiglegger (* 16. Februar 1971 in Mainz) ist ein österreichischer Publizist, Filmwissenschaftler, Filmemacher und Musiker.

## Leben
Nach dem Abitur 1990 in Mainz-Gonsenheim studierte Stiglegger Filmwissenschaft, Theaterwissenschaft, Ethnologie und Philosophie an der Johannes Gutenberg-Universität Mainz. Ebenda wurde er 1999 im Fach Filmwissenschaft mit der Dissertationsschrift Sadiconazista – Faschismus und Sexualität im Film promoviert und habilitierte sich 2005 mit der Monografie Ritual und Verführung, in der er die Seduktionstheorie des Films entwickelte.
Stiglegger hat bzw. hatte zahlreiche Lehraufträge – etwa an der Universität Klagenfurt, Universität Mannheim, Internationale Filmschule Köln, Filmakademie Baden-Württemberg, Universität Regensburg und der Clemson University. Von 2009 bis 2014 lehrte er an der Universität Siegen Film- und Bildanalyse und ist Mitglied im DFG-Netzwerk Erfahrungsraum Kino. 2014 vertrat er eine Professur für Filmwissenschaft an der Universität Mainz. Seit Oktober 2015 war er Professor für Fernsehen und Film an der privaten Dekra Hochschule für Medien in Berlin, die ihren Lehrbetrieb im Oktober 2020 eingestellt hat. Seit März 2016 war er zudem Vizepräsident dieser Hochschule. 2020 gründete er zusammen mit RP Kahl das Berlin Film Institut zur Förderung der Filmkultur. Aktuell ist er Privatdozent an der Universität Mainz für Filmwissenschaft. Seit 2021 vertritt er die Professur für Bildwissenschaft an der Fachhochschule Münster im Fachbereich Design und seit Oktober 2024 die Professur für Medienkulturwissenschaft an der Universität Freiburg. Im Oktober 2023 wurde er zusammen mit dem Dokumentarfilmer Michael Schwarz und dem Kulturmanager Urs Spörri als Kulturberater der Stadt Mainz vorgestellt, um ein Kinokonzept für die Landeshauptstadt zu entwickeln.
Stiglegger schreibt regelmäßig für die Filmzeitschriften film-dienst und Epd Film sowie das Poptheorie-Magazin Testcard. 2002 gründete er als Herausgeber das Kulturmagazin :Ikonen: - Zeitschrift für Kunst, Kultur und Lebensart mit Sitz in Wiesbaden, welches 2009 eingestellt wurde. Er ist Mitherausgeber und Redakteur der Onlinezeitschrift Rock and Pop in the Movies sowie Kolumnist für die Filmzeitschrift Deadline. Gelegentlich ist er auch als Drehbuchautor tätig. In dieser Eigenschaft schrieb er zusammen mit Bernd Kiefer das Drehbuch zu Der Fahnder: Auge um Auge. Seine Essays zum Thema Film wurden unter anderem regelmäßig in der deutschen Filmzeitschrift Splatting Image veröffentlicht. Seit 2019 betreibt er den Podcast Projektionen – Kinogespräche, der sich als Dialog zwischen Filmwissenschaft und Filmkritik versteht.

## Werk

### Schriften
Monografien
- Body Politics! Körperkult, Queerness und Post-Modern Primitivism, mit einem Vorwort von Monika Treut, Berlin 2024, ISBN 978-3-949875-00-7.
- Film als Medium der Verführung. Einführung in die Seduktionstheorie des Films, mit einem Vorwort von Lothar Mikos, Wiesbaden 2023, ISBN 978-3-658-40477-2.
- Schwarz. Die dunkle Seite der Popkultur, Berlin 2021, ISBN 978-3-927795-93-8.
- Cruising, zusammen mit Eugenio Ercolani, Liverpool 2020, ISBN 978-1-80034-607-9.
- Jenseits der Grenze. Im Abseits der Filmgeschichte, Berlin 2019, ISBN 978-3-927795-84-6.
- Grenzüberschreitungen. Exkursionen in den Abgrund der Filmgeschichte. Der Horrorfilm, Berlin 2018, ISBN 978-3-927795-80-8.
- Grenzkontakte. Exkursionen ins Abseits der Filmgeschichte, Berlin 2016, ISBN 978-3-927795-73-0.
- SadicoNazista. Geschichte, Film und Mythos, Hagen-Berchum 2015, ISBN 978-3-942090-36-0.
- Auschwitz-TV – Reflexionen des Holocaust in Fernsehserien, Wiesbaden 2014, ISBN 978-3-658-05876-0.
- Verdichtungen – Zur Ikonologie und Mythologie populärer Kultur, Hagen-Berchum 2014, ISBN 978-3-942090-34-6.
- Kurosawa. Die Ästhetik des langen Abschieds, München 2014, ISBN 978-3-86916-335-2.
- Nazi Chic & Nazi Trash. Faschistische Ästhetik in der populären Kultur, Berlin 2011, ISBN 978-3-86505-710-5.
- Terrorkino. Angst/Lust und Körperhorror, Berlin 2010, ISBN 978-3-86505-701-3.
- Ritual & Verführung. Schaulust, Spektakel und Sinnlichkeit im Film, Berlin 2006, ISBN 3-86505-303-3.
- Sadiconazista – Sexualität und Faschismus im Film der siebziger Jahre bis heute, St. Augustin 1999, ISBN 3-89796-009-5.

Als Herausgeber
- Handbuch Filmgenre. Geschichte – Ästhetik – Theorie, Wiesbaden 2020, ISBN 978-3-658-09017-3.
- David Cronenberg, Berlin 2011, ISBN 978-3-929470-90-1.
- Birthe Klementowski – Stille/Silence. Euthanasie in Hadamar 1941–1945, Mainz/Berlin 2009, ISBN 978-3-86505-195-0.
- Kino der Extreme. Kulturanalytische Studien , Gardez!, 1999, ISBN 3-928624-70-9.
- Splitter im Gewebe. Filmemacher zwischen Autorenfilm und Mainstream, Bender, 2000, ISBN 3-9806528-2-3.
- Mythos|Moderne. Kulturkritische Schriften, Hagen-Berchum 2014 ff., ISBN 978-3-942090-34-6 und weitere.

Als Co-Herausgeber
- zusammen mit Bernd Kiefer: Pop & Kino. Von Elvis zu Eminem, Bender, 2004, ISBN 3-936497-06-0.
- zusammen mit Bernd Kiefer: Die bizarre Schönheit der Verdammten, Die Filme von Abel Ferrara, Schüren Verlag, 2000, ISBN 3-89472-317-3.
- zusammen mit Thomas Klein und Bodo Traber: Filmgenres: Kriegsfilm, Reclam, 2006, ISBN 3-15-018411-8.
- zusammen mit Bernd Kiefer und Norbert Grob: Filmgenres 2. Western, Reclam, 2003, ISBN 3-15-018402-9.
- zusammen mit Bernd Kiefer und Susanne Marshall: Die Wiederholung: Festschrift für Thomas Koebner zum 60. Geburtstag , Schüren Verlag, 2001, ISBN 3-89472-334-3.
- zusammen mit Alexander Jackob: Augenblick 36: Zur neuen Kinematographie des Holocaust, Schüren, 2004, ISSN 0179-2555.
- zusammen mit Bernd Kiefer: Grenzsituationen spielen. Schauspielkunst im Film. Fünftes Symposion, Gardez! Verlag, 2006, ISBN 3-89796-083-4.
- zusammen mit Thomas Koebner, Fabienne Liptay und Carsten Bergemann: Nicolas Roeg (Film-Konzepte 3), edition text + kritik, 2006, ISBN 3-88377-836-2.
- zusammen mit Ivo Ritzer: Global Bodies. Mediale Repräsentationen des Körpers (= Medien/Kultur. Bd. 5). Bertz und Fischer, Berlin 2011, ISBN 978-3-86505-395-4.
- zusammen mit Jens Schröter: High Definition Cinema, Navigationen Heft 1 2011, universi Verlag, 2011, ISBN 3-89472-544-3.
- zusammen mit Ivo Ritzer: Film/Körper. Beiträge zu einer somatischen Medientheorie, Navigationen Heft 1 2012, universi Verlag, 2012, ISSN 1619-1641.
- zusammen mit Michael Flintrop: Dario Argento. Anatomie der Angst, Bertz + Fischer Verlag, 2013, ISBN 978-3-86505-319-0.
- zusammen mit Ursula von Keitz und Daniel Kulle: Erfahrungsraum Kino, AugenBlick 56/57, Schüren Verlag, 2013, ISBN 978-3-89472-656-0.
- zusammen mit Lisa Kleinberger: Gendered Bodies. Körper, Gender und Medien, Reihe: Massenmedien und Kommunikation Bd. 193/194, universi Verlag, 2013, ISSN 0721-3271.
- zusammen mit Ivo Ritzer: Neues ostasiatisches Kino, Reihe: Stilepochen des Films, Reclam-Verlag, 2016, ISBN 978-3-15-019316-7.
- zusammen mit Rolf Teigler: Politisches Kino?, Reihe: Medienkommunikation Reloaded, Readbox Unipress, 2018, ISBN 978-3-96163-152-0
- zusammen mit Anton Escher: Mediale Topographien. Beiträge zur Medienkulturgeographie. Springer VS Verlag, 2019. ISBN 978-3-658-23008-1.
- zusammen mit Stefan Jung: Berlin Visionen. Filmische Stadtbilder seit 1980. Martin Schmitz Verlag. 2021. ISBN 978-3-927795-91-4.
- zusammen mit Christoph Wagner: Film/Bild/Emotion. Film und Kunstgeschichte im postkinematographischen Zeitalter. Gebrüder Mann Verlag. 2021. ISBN 978-3-7861-2835-9.
- zusammen mit Pelle Felsch: Fulci. Filme aus Fleisch und Blut. St. Ingbert, Deadline – das Filmmagazin, ISBN 978-3-9824288-0-2.
- zusammen mit Christian Hißnauer, Thomas Klein, Lioba Schlösser: Dystopien in Serie, Springer VS, 2023, ISBN 978-3-658-41676-8.
- zusammen mit Andreas Rauscher und Pelle Felsch: John Carpenter. Horror und Apokalypse, Deadline - das Filmmagazin, ISBN 978-3-9824-2881-9.

Zeitschriften
- Herausgeber: :Ikonen: - Zeitschrift für Kunst, Kultur und Lebensart, Mainz, Stiglegger Verlag, 2002–2009, ISSN 1610-9368.
- Redakteur und Mitbegründer: Rock and Pop in the Movies, H.J. Wulff, Kiel, 2011ff., ISSN 2193-3901.

### Filmografie
Stiglegger produzierte im Verlauf der vergangenen Jahre mehrere Kurzspielfilme, die teilweise bei verschiedenen deutschen Filmfestivals liefen und auf DVD erhältlich sind. Unter anderem entstanden folgende Produktionen:
- (Schamanistisches) Traumspiel (1990, Regie/Buch/Kamera)
- Rabenhirn: Phoenix (1991, Regie/Buch/Kamera)
- Sopor Aeternus: Like a Corpse Standing in Desparation (1994/2005, Kamera)
- Opfer (1995, Buch)
- THO-SO-AA: Enrielle (1996, Regie/Buch/Kamera/Schnitt)
- Male (1996, Regie/Idee)
- Der Fahnder: Auge um Auge (1999, Co-Buch; Regie: Matthias Tiefenbacher) Serienfolge
- Schwester mein (2004, Regie/Buch/Kamera)
- Gespensterliebe (2011, Musik; Regie: Kai Naumann)
- Erasure (2012/2013, Darsteller; Regie: Benjamin Ryan)
- A Brief History of Sadiconazista (2014, Dokumentarfilm; Regie/Co-Buch/Darsteller)
- The Pyres (2015, Musikvideo, Musik, Konzept; Regie: Danilo Vogt)[11]
- Dark Circus (2016, Musik; Regie: Julia Ostertag)
- Ferrara, MS 45 und das Independentkino (2016, Regie, Drehbuch, Darsteller)[12]
- Holy Orange: The Flood (2016, Production Manager; Regie: Danilo Vogt)[13]
- Suspiria Revisited (2017, Drehbuch, Darsteller; Regie: Sadi Kantürk)[14]
- Suzy in Nazi Germany – A Suspiria Location Tour, (2017, Erzähler; Regie: Sadi Kantürk)[15]
- Ausgegraben und wiederentdeckt: Lucio Fulcis Manhattan Baby, (2018, Drehbuch, Darsteller; Regie: Danilo Vogt)[16]
- Die Welt des Caligula, (2018, Regie, Drehbuch, Darsteller; Kamera: Danilo Vogt)[17]
- Das letzte Land, (2019, Zusätzliche Musik; Regie: Marcel Barion)[18]
- Werkstattgespräch mit Johannes Sievert zu Rewind: Die zweite Chance, (2019, Regie)[19]
- Das Feuer-Werk. Enzo G. Castellaris The Riffs 2 - Flucht aus der Bronx, (2019, Regie, Drehbuch, Darsteller)[20]
- Vortex: Awakening (2019, Regie, Musik, Darsteller)[21]
- Vortex & Lamia Vox: Man of Fire (2020, Regie, Drehbuch, Musik, Darsteller; Ko-Regie Danilo Vogt)[22]
- Mars: The Dark River (2024, Co-Regie, Kamera; Co-Regie Danilo Vogt)[23]

### Audiokommentare auf DVD und Blu-ray
- Twin Peaks – Der Film (Studiocanal) Audiokommentar[24]
- Irreversible (Studiocanal) Audiokommentar
- Die Frau mit der 45er Magnum (Xcess) Audiommentar
- The Riffs (Xcess) Audiokommentar mit Kai Naumann
- Truck Stop Women (Xcess) Audiokommentar mit Katrin Große
- Der Tollwütige (Xcess) Audiokommentar
- Der Einzelgänger (Ofdb Filmworks) Audiokommentar
- Das Grauen aus der Tiefe (Ofdb Filmworks) Audiokommentar mit Kai Naumann
- The Resurrected (Ofdb Filmworks) Audiokommentar mit Kai Naumann
- From Beyond (Ofdb Filmworks) Audiokommentar
- Liebe und Tod im Garten der Götter - Amore e morte del giardino degli dei (FilmArt) Audiokommentar mit Kai Naumann
- Rivelazione di un maniaco sessuale (Camera Obscura) Audiokommentar mit C. Kessler
- Mondo Candido (Camera Obscura) Audiokommentar mit Christian Kessler
- Top Sensation (Camera Obscura) Audiokommentar mit Christian Kessler
- Nove Ospiti per un delitto (Camera Obscura) Audiokommentar mit Christian Kessler
- The Killer Reserved Nine Seats (Camera Obscura) Audiokommentar mit Kai Naumann
- Un Bianco Vestito per Marialé (Camera Obscura) Audiokommentar mit Christian Kessler
- Malastrana (Camera Obscura) Audiokommentar mit Christian Kessler
- Cani arrabiati (Camera Obscura) Audiokommentar mit Christian Kessler
- San Babila Ore 20 (Camera Obscura) Audiokommentar mit Kai Naumann
- La polizia chiede aiuto (Camera Obscura) Audiokommentar mit Dominik Graf
- Amuck (Camera Obscura) Audiokommentar mit Pelle Felsch und Kai Naumann
- Der Vampir von Notre Dame (Anolis) Audiokommentar mit Christian Kessler
- U-2000 – Tauchfahrt des Grauens (Anolis) Audiokommentar mit Jörg Buttgereit
- Frankenstein und die Monster aus dem All (Anolis) Audiokommentar mit Jörg Buttgereit
- The House with the Laughing Windows (CMV) Audiokommentar mit Kai Naumann
- The Jezebels (Subkultur) Audiokommentar mit Kai Naumann
- The Intruder (Subkultur) Audiokommentar
- 491 (Subkultur) Audiokommentar
- Conquest (’84 Entertainment) Audiokommentar
- Combat Shock / American Nightmares (’84 Entertainment) Audiokommentar
- L’Aldila (XT) Audiokommentar
- Day of the Dead (XT) Audiokommentar
- Lo squartatore di New York (XT) Audiokommentar
- Tenebre (XT) Audiokommentar mit Kai Naumann
- Cannibal Holocaust (XT) Audiokommentar mit Kai Naumann
- Inferno (Koch Media) Audiokommentar mit Christian Kessler
- Scanners (Subkultur Entertainment) Audiokommentar
- The Witchfinder General ('84 Entertainment) Audiokommentar und Booklet
- The Church (’84 Entertainment) Audiokommentar
- Suspiria (’84 Entertainment) Audiokommentar mit Kai Naumann
- The Psychic (’84 Entertainment) Audiokommentar
- Fortess (’84 Entertainment) Audiokommentar
- Don't Torture a Duckling ('84 Entertainment) Audiokommentar
- Nudo per l’assesino (X-Rated) Audiokommentar
- Solamente nero (X-rated) Audiokommentar
- Provincia violenta (X-Rated) Audiokommentar
- Body Puzzle (X-Rated) Audiokommentar
- Blutige Seide / 6 donne per l'assassino (X-Rated) Audiokommentar
- Perfurme of a Lady in Black (X-Rated) Audiokommentar
- The Brood (Wicked Vision) Audiokommentar
- Tesis (Wicked Vision) Audiokommentar
- Lady Dracula (Wicked Vision) Audiokommentar mit Kai Naumann
- Edge of Sanity (Wicked Vision) Audiokommentar mit Kai Naumann[25]
- Die Rache der Kannibalen (XT) Audiokommentar mit Kai Naumann
- Woodoo – Schreckensinsel der Zombies (XT) Audiokommentar mit Kai Naumann[26]
- Aenigma (XT) Videokommentar

### Diskografie
Stiglegger stellte für seinen Verlag :Ikonen: media zwei Musikkompilationen zusammen:
- V.A. – In the Crystal Cage... Isolationist Soundscapes for the Inner Cinema, (:Ikonen: media 2005)
- V.A. – Thanateros – Visions of Love and Death, (:Ikonen: media 2011)

2008 gründete er das Dark Ambient Projekt Vortex, mit dem er auch Filmmusik komponiert.
- Vortex – Phanopoeia (Tesco 2008)
- Vortex – Stille (:Ikonen: media 2009)
- Vortex – Rockdrill (Cyclic Law 2011)
- Vortex – Kali Yuga (Cyclic Law 2013)[28]
- Vortex – Moloch (Cyclic Law 2016)
- Vortex – Tears of Eros. Music from the Motion Picture Dark Circus (Bandcamp 2016)
- Vortex – As Gods Fall (Cyclic Law 2018)[29]
- Vortex – Helioz (Cyclic Law 2020)[30]
- Vortex / Nam-khar - Nag Hammadi (Winter-Light 2022)[31]
- Vortex – Häxan (Cyclic Law 2023)[32]
- Vortex / Nam-khar – The Sarajevo Spiral (Cyclic Law 2024)[33]

Seit 2011 ist er außerdem Teil des Folk-Duos MARS, das bislang vier Studioalben veröffentlicht hat:
- MARS – Sons of Cain (:Ikonen: media 2012) CD
- MARS – Blood is the Food of the Gods (Lichterklang 2014) CD
- MARS – The Seeker (FolkWorld 2017) 12" LP
- MARS - The Dark River (Trisol/ZaZen 2025) CD / digital[34]

## Auszeichnungen
Am 30. Mai 2015 wurde Stiglegger für seine besonderen Leistungen in der Film- und Medienwissenschaft mit dem Ehrenpreis Goldener Monaco an der Universität Siegen ausgezeichnet.